# Apokryphon des Jakobus
Das Apokryphon des Jakobus oder Geheimes Buch des Jakobus (lateinisch: Epistula Jacobi, „Brief des Jakobus“, Kürzel: EpJak) ist eine pseudepigraphe Schrift aus dem 2. Jahrhundert und Teil der Schriften von Nag Hammadi (NHC I,2). Weitergegeben wird eine Geheimlehre (Apokryphon), die Jakobus und Petrus nach der Auferstehung Jesu und vor dessen Himmelfahrt empfangen haben sollen. Von der Gattung her ist es eine Mischung aus Brief, Dialog und Visionsbericht. 
Ein wichtiges Thema ist die Notwendigkeit, Leiden als unvermeidlich zu akzeptieren. Die beiden Hauptgestalten Jakobus und Petrus legen nahe, dass die Schrift in einer jüdisch-christlichen Gemeinschaft entstand. Sie zeigt keine Abhängigkeit von kanonischen Texten. Vermutlich wurde sie zwischen Mitte und Ende des 2. Jahrhunderts geschrieben. Das Apokryphon weist eine gewisse Nähe zur Gnosis auf, kann aber nicht einer bestimmten gnostischen Richtung zugeschrieben werden. Einige Wissenschaftler bestreiten, dass es zur Gnosis zu zählen sei.

## Ursprung, Datierung
Der Text ist in einer einzigen Handschrift aus dem vierten Jahrhundert erhalten. Sie findet sich im zweiten Teil des so genannten Codex Jung, dem ersten von dreizehn Kodizes der Nag-Hammadi-Schriften (= NHC I). Die Handschrift ist beschädigt, jedoch ist keine Zeile ganz verloren, so dass der Text mit einiger Sicherheit rekonstruiert werden kann. Der koptische Text ist wahrscheinlich eine Übersetzung aus dem Griechischen, jedoch behauptet der Autor, ihn auf Hebräisch geschrieben zu haben. Eine Abfassung nach 313, also nach der Konstantinischen Wende, scheint wegen der Bezüge zu Verfolgung und Martyrium unwahrscheinlich. Andere Indizien im Text weisen auf eine Niederschrift im 2. Jahrhundert hin, möglicherweise in dessen erster Hälfte. Kirchner hält eine Abfassung der Schrift schon gegen Ende des 1. Jahrhunderts für möglich.

## Inhalt
Der Text ist als Epistel des Jakobus konzipiert, der sich an eine Einzelperson richtet, deren Name im Manuskript allerdings unleserlich ist. Der Autor beschreibt Jesus, wie er sich zu verschiedenen Aussprüchen äußert und Fragen beantwortet. Dies geschieht 550 Tage nach der Auferstehung, aber noch vor seiner Himmelfahrt. Jakobus und Petrus erhalten geheime Anweisungen, aber schließlich versteht nur Jakobus, was geschehen ist; indirekt wird so angedeutet, dass Petrus die Sache Christi verfehlt habe.
Jesus lehrt in ungewöhnlichen und anscheinend widersprüchlichen Sätzen, er erzählt auch kurze Parabeln. Er lädt Petrus und Jakobus in das Königreich Gottes ein, aber da sie sich von den Fragen der anderen Apostel ablenken lassen, verpassen sie ihre Chance. Danach wird beschrieben, wie Jakobus die zwölf Apostel aussendet. Damit wird – wie in anderen apokryphen Texten – gezeigt, dass Jakobus ursprünglich der Nachfolger Jesu als Anführer der Bewegung war.

## Vermutungen zur Textgeschichte
Der kurz gehaltene Rahmen-Brief dürfte vom Rest des Textes unabhängig sein. Nach Auffassung mancher Forscher legt dies den Schluss nahe, dass das Apokryphon Ergebnis einer redaktionellen Zusammenfügung mehrerer separater Texte ist. Der Rahmen-Brief bezieht sich auf ein früheres „geheimes Evangelium“, das demnach verloren wäre. Innerhalb des Apokryphons scheinen die Diskussionen über Martyrium und Prophetie ebenfalls unabhängig voneinander zu sein, was darauf hinweist, dass der Hauptteil des Dokuments ursprünglich auf einen Text zurückgeht, der aus kurzen Aussprüchen zusammengestellt wurde. 
Diskutiert wird immer noch, ob die engsten Parallelen zum Neuen Testament Teil der Endredaktion des Apokryphons oder Teil seiner Quellen sind.

## Beziehung zu den kanonischen Texten
Viele Gelehrte sehen die Aussprüche als gnostisch gefärbt an, in erster Linie weil ihre Aussagen nicht mit dem orthodoxen Verständnis der kanonischen Schriften übereinstimmen. Zudem wurde das Manuskript inmitten einer Sammlung eindeutig und ausdrücklich gnostischer Schriften in Nag Hammadi gefunden. Auch verwendet der Text gnostische Terminologie, wie etwa die „Fülle“ als ein Mittel zur Erlösung. Die Lehren des Apokryphons stimmen allerdings mit Sicherheit nicht mit dem Valentinianismus oder anderen entwickelten gnostischen Kosmologien überein. Daher wird das Apokryphon für gewöhnlich nicht zu den wirklich gnostischen Texten gezählt.
Zahlreiche Aussprüche machen den Eindruck, gemeinsames Gut mit den kanonischen Evangelien zu sein. Im Text finden sich Bezüge zu anderen Aussprüchen: „Es genügte für einige Personen, die Aufmerksamkeit auf den Unterricht zu lenken und Stichworte wie ‚die Hirten‘, ‚die Saat‘, ‚das Gebäude‘, ‚die Lampen der Jungfrauen‘, ‚der Lohn der Arbeiter‘, ‚die Doppeldrachme‘ und ‚die Frau‘ zu verstehen“. 
Die Bezüge zur Erlösung und zum Heil durch „das Kreuz“ scheinen die Vertrautheit mit den Briefen des Apostels Paulus oder zumindest mit seinen Lehren zu belegen. 
In der Einleitung heißt es allerdings: „Und 550 Tage, nachdem er von den Toten auferstand, sagten wir zu ihm: …“. Dies ist erheblich länger als die 40 Tage, die in der Apostelgeschichte des Lukas genannt werden. Diese Differenz ließ einige annehmen, dass das Material des Apokryphons mündlich überliefert wurde und dass die Gemeinschaft, die es niederschrieb, das lukanische Doppelwerk (Evangelium und Apostelgeschichte) entweder verwarf oder nicht kannte. Andererseits gab Irenäus von Lyon in seiner Schrift Adversus haereses eine Zeitspanne von 18 Monaten zwischen Auferstehung und Himmelfahrt an, und Irenaeus war sicherlich mit Lukas’ Doppelwerk vertraut. 
Manche Forscher postulieren, dass die älteste Fassung des Apokryphons von den kanonischen Evangelien unabhängig war, dass aber ein unbekannter Redaktor in Kenntnis der Evangelien Bezug auf die kanonischen Werke nahm und Anspielungen in das Apokryphon einarbeitete.